# Basant Singh
Basant Singh (sinh ngày 3 tháng 3 năm 1990) là một cầu thủ bóng đá người Ấn Độ thi đấu cho Shillong Lajong.